# Alfredo Anselmo Martínez
Alfredo Anselmo Freddy Martínez (Río Gallegos, 6 de septiembre de 1951) es un político, arquitecto y empresario argentino. Fue senador nacional por la provincia de Santa Cruz. Además fue diputado nacional y dos veces Intendente de Río Gallegos.

## Biografía
Realizó sus estudios primarios en las Escuelas Proviciales N° 1 y 15, Río Gallegos, Provincia de Santa Cruz, y sus estudios secundarios Escuela Nacional Normal Superior “República de Guatemala”, Río Gallegos, Provincia de Santa Cruz y en el Colegio Ward, Ramos Mejía, Provincia de Buenos Aires. Continuó sus estudios universitarios hasta recibirse de arquitecto en la Facultad de Arquitectura de la Universidad Nacional de la Plata.
Político y militante radical de la Provincia de Santa Cruz. Dos veces intendente de Río Gallegos, Diputado por Santa Cruz y senador. En 1999 fue candidato a Gobernador obteniendo el 33,04% de los votos, quedando detrás del PJ, que obtuvo el 54,69%. En 2003 se vuelve a presentar como candidato a gobernador del radicalismo pero se vuelve a imponer el partido gobernante por amplio margen. En septiembre del mismo año Anselmo Martínez, candidato de Convergencia por Santa Cruz, un frente liderado por la UCR y el menemismo es electo intendente de Río Gallegos. Es un crítico del modelo kirchnerista. Votó en contra de la declaración de interés público la fabricación y venta de papel de diario y a favor del matrimonio entre personas el mismo sexo en Argentina.

## Actividad Privada
Guía de Turismo en la zona patagónica. Actividad profesional en empresas constructoras. [cita requerida]

## Actividad Pública
Senador Nacional, (2005-2011 y 2011-2017). Diputado Nacional, (2001-2005). Desde el año 2003: Presidente de la Comisión de Vivienda y Ordenamiento Urbano. Vocal de las Comisiones de Obras Públicas y de Energía y Combustibles. Desde 2001 a 2003: Secretario de la Comisión de Obras Públicas. Vocal de las Comisiones de Vivienda y Ordenamiento Urbano, PYMES, Industria y Asuntos Municipales. Intendente de la Ciudad de Río Gallegos (1991-1995), (1995-1999). Miembro del “Foro de Intendentes y Concejales de la UCR” (1991 - 1999). Participante Federación Argentina de Municipios (FAM) (1992-1995). Asesor “ad honorem” sobre temas de Obras Públicas en el Bloque UCR del Concejo Deliberante de Río Gallegos (1987 –1991).

## Actualidad
Actualmente el senador Martínez es el presidente del Comité Río Gallegos de la U.C.R. Y uno de los políticos más importantes del radicalismo junto a Héctor Roquel, Eduardo Raúl Costa, Jorge Cruz, Juan Erwin Bolívar Acuña Kunz, Carlos Prades y tantos otros.
En las elecciones del elecciones presidenciales de Argentina de 2011, fue reelecto por la minoría como Senador Nacional por Santa Cruz, con el 22,84%, siendo una de las peores elecciones de la Unión Cívica Radical. Por la mayoría fueron elegidos los Senadores Pablo González y María Esther Labado del PJ.
También fue reelecto al frente del Comité Río Gallegos, al presentarse una sola lista para conducir el partido en la ciudad capital, ya que una segunda lista se retiró de los comicios internos.